# Паскуаль Капус
Паскуаль Капус Мамано, ісп. Pascual Capuz Mamano (20 липня 1882, Валенсія — 1959, Барселона) — іспанський карикатурист, художник, автор плакатів, брат скульптора Хосе Капуса. Вважається одним з найкращих авторів плакатів першої чверті ХХ століття.
Навчався образотворчому мистецтву В Академії Сан Карлоса в Валенсії та в Школі мистецтв та ремесел в Барселоні, де був професором. Володар багатьох нагород: Конкурсу Плакатів на Національній виставці в Барселоні (1920), перша премія на Національній виставці в 1924, перша премія на Національному конкурсі декоративного мистецтва в тому ж році та золота медаль на Міжнародній виставці декоративного мистецтва в Парижі. Публікував алюнти в газетах «Papitu», «L'Esquella de la Torratxa» та «La novel·la d'Ara».
Частина його робіт зберігається в Національному музеї кераміки та ужиткового мистецтва Ґонсалеса Марті в Валенсії.